# George Ryan
George Homer Ryan, född 24 februari 1934 i Maquoketa, Iowa, död 2 maj 2025 i Kankakee, Illinois, var en amerikansk republikansk politiker. Han var guvernör i delstaten Illinois 1999–2003. Ryan var känd för sitt motstånd till dödsstraffet och en korruptionsskandal som fick honom att sitta i fängelse i fem år. 
Ryan växte upp i Kankakee County, Illinois. Han deltog i Koreakriget i USA:s armé. Han gifte sig med Lura Lynn och paret fick sonen Homer och fem döttrar: Joanne, Julie, Jeanette, Lynda och Nancy. Tre av döttrarna är trillingar.
Ryan var ledamot av Illinois House of Representatives, underhuset i delstatens lagstiftande församling, 1973–1983, varav de två sista åren som talman. Han var sedan viceguvernör 1983–1991 och delstatens statssekreterare, Illinois Secretary of State, 1991–1999.
Som guvernör omvandlade Ryan 167 dödsstraff till livstids fängelse i slutet av sin mandatperiod. Det innebar att alla fångar utom fyra som vid den tidpunkten inväntade sitt dödsstraff i Illinois fick livstids fängelse i stället. Ryan benådade de fyra övriga.
Ryans korruptionshärva härrör sig från hans tid som delstatens statssekreterare. Han dömdes 2006 till sex och ett halvt år i fängelse. Ryan inledde sitt följande fängelsestraff 7 november 2007 i Wisconsin men flyttades i februari 2008 till det federala fängelset i Terre Haute, Indiana i och med att hans tidigare fängelse bestämde sig att inte längre inhysa över 70 år gamla fångar. Han frigavs från fängelset den 30 januari 2013.